# ألثاغا
بلدية ألثاغا (بالإسبانية: Alzaga) هي بلدية تقع في مقاطعة غيبوثكوا التابعة لمنطقة إقليم الباسك شمال إسبانيا.

## الديموغرافيا
يبلغ عدد سكان بلدية ألثاغا 160 نسمة عام 2011 (وفقاً للمعهد الوطني للإحصاء الإسباني).
| 95 | 97 | 116 | 154 | 156 | 161 | 160 |